# Скворцов, Дмитрий Васильевич
Дмитрий Васильевич Скворцов (1856—1910) — русский кораблестроитель, главный корабельный инженер Санкт-Петербургского порта, генерал-майор.

## Биография
Родился 23 октября (4 ноября) 1859 года в Санкт-Петербурге, сын придворного служителя.
В 1880 году окончил механическое отделение Технического училища Морского ведомства в Кронштадте и произведён в кондукторы.
С 1880 по 1883 год проходил службу инженер-механиком на крейсерах «Африка», «Европа» и клипере «Стрелок».
В августе 1881 года Д. В. Скворцов первый чин — прапорщика Корпуса инженер-механиков флота.
В 1884 году принял решение стать кораблестроителем и поступил в Николаевскую морскую академию на кораблестроительный отдел.
В 1886 году после окончания академии был переведён в Корпус корабельных инженеров и принимал участие в испытании и постройке кораблей.
В 1890—1891 годах принимал участие в испытаниях императорской яхты «Полярная Звезда», в постройке крейсера «Рюрик» и испытании модели броненосца «Полтава» на заводе Денни в Англии.
В конце 1891 года Д. В. Скворцов получил первое самостоятельное назначение — наблюдающим за постройкой броненосца береговой обороны «Адмирал Ушаков» на Балтийском заводе и возглавил разработку его чертежей. Одновременно он наблюдал за постройкой мореходной канонерской лодки «Отважный», замещал заведующего опытовым бассейном в Санкт-Петербурге.
В 1894 году, после окончания строительства броненосца береговой обороны «Адмирал Ушаков», Скворцов получил назначение строителем однотипного корабля «Генерал-адмирал Апраксин» на Новом Адмиралтействе. 30 апреля 1896 года броненосец «Генерал-адмирал Апраксин» был спущен на воду из Малого каменного эллинга. За постройку броненосца Д. В. Скворцов был пожалован орденом Святой Анны 3-й степени, добавочным денежным содержанием по 100 рублей в месяц и произведён в звание младшего судостроителя.
В 1896—1900 годах Скворцов исправлял должность главного корабельного инженера Санкт-Петербургского военного порта.
В 1898 году, когда «Апраксин» ещё достраивался, Скворцов принимал участие в создании проекта «броненосца в 13,225 тонн водоизмещением». 26 мая 1899 года был назначен строителем эскадренного броненосца «Бородино», который строился на верфи «Новое адмиралтейство» и был спущен на воду 8 сентября 1901 года.
В 1900 году в звании старшего судостроителя Скворцов был назначен главным корабельным инженером Санкт-Петербургского порта.
С 1903 по 1909 годы являлся членом технического совета отдела торгового мореплавания Министерства торговли и промышленности.
В 1907 году был пожалован чином генерал-майора Корпуса корабельных инженеров.
С 1908 года — старший помощник главного инспектора кораблестроения Морского технического комитета.
Умер 20 июля (2 августа) 1910 года в Санкт-Петербурге. Похоронен на Смоленском православном кладбище.

## Корабли построенные Д. В. Скворцовым
- Броненосец береговой обороны «Адмирал Ушаков»
- Броненосец береговой обороны «Генерал-адмирал Апраксин»
- Эскадренный броненосец «Бородино»

## Награды
- Орден Святой Анны 3-й степени.
- Орден Святого Станислава 3-й степени.
- Орден Святого Владимира 4-й степени[2].